# Luminița Gheorghiu
Luminița Gheorghiu (ur. 1 września 1949 w Bukareszcie, zm. 4 lipca 2021 tamże) – rumuńska aktorka filmowa i teatralna. 
Międzynarodowe uznanie zyskała dzięki rolom w filmach tzw. "rumuńskiej nowej fali", m.in. w Śmierci pana Lăzărescu (2005) Cristiego Puiu i 12:08 na wschód od Bukaresztu (2006) Corneliu Porumboiu. Grała również w filmach Cristiana Mungiu (4 miesiące, 3 tygodnie i 2 dni, 2007; Za wzgórzami, 2012) i Michaela Hanekego (Kod nieznany, 2000; Czas wilka, 2003). 
Jedną ze swoich najwybitniejszych kreacji stworzyła w Pozycji dziecka (2013) Călina Petera Netzera, gdzie wcieliła się w rolę nadopiekuńczej matki z wyższych sfer, która nie waha się przed niczym, aby uratować swojego syna przed wyrokiem za popełniony przez niego wypadek drogowy. Za rolę tę była nominowana do Europejskiej Nagrody Filmowej dla najlepszej aktorki.